# Jomfruen af Orleans
Jomfruen af Orleans (originaltitel: Jeanne d'Arc) er en fransk stumfilm fra 1900 af Georges Méliès.
Filmen, der er en af verdens første farvelagte film, skildrer Jeanne d'Arcs liv og levned og afsluttes med en dramatisk scene, hvor Jeanne d'Arc henrettes på bålet.

## Medvirkende
- Bleuette Bernon
- Jeanne Calvière
- Jehanne d'Alcy
- Georges Méliès